# Américo da Silva Nunes
Américo da Silva Nunes, né le 27 octobre 1928 à Lisbonne et mort le 10 décembre 2015, est un ancien pilote de rallyes et sur circuits portugais.

## Biographie
Sa carrière en sports mécaniques s'étale sur une plus d'une vingtaine d'années, de 1962 à 1983 (dernière saison complète en 1980, et dernière course lors du rallye des Camélias, sur Porsche 911 3L). Elle est en intégralité couverte sur Porsche, depuis la 936 jusqu'à la 911 S, qu'il adopte en 1967.
Son meilleur résultat en WRC est obtenu en 1973, avec une 5e place au classement général de son rallye national.

## Palmarès

### Titres
- Double Champion du Portugal des rallyes, en 1967 et 1968;
- Quintuple Champion du Portugal des rallyes catégorie Grand Tourisme Sportif, successivement en 1966, 1967, 1968, 1969, et 1970;
- Double Champion du Portugal des circuits catégorie Grand Tourisme Sportif, en 1967 et 1972;

### Victoires en championnat du Portugal
(sa toute première est acquise en 1965)
- Tour du Portugal, en 1967 et 1971;
- 1000km de Benfica, en 1967;
- Premier quadruple vainqueur du Rallye de Madère, en 1968, 1969, 1970, et 1977;
- Rallye de Montanha, en 1968 et 1970;
- Rallye nocturne, en 1968;
- Rallye d'Avril, en 1968;
- Rallye des Açores, en 1969[2];
- Rallye des Camélias, en 1969, 1970 et 1971;
- Tour de Minho, en 1970;
- Rallye Rainha Santa, en 1970 et 1973;
- Rallye Route du Soleil, en 1978 (ultime victoire, devant son grand ami et rival champion d'Espagne en 1977 Giovanni Giacomo Zerla Salvi (portugais), autour de Leiria);

### Autre victoire notables
- Rallye de São Miguel: 1969.